# Chondrodesmus ensiger
Chondrodesmus ensiger är en mångfotingart som först beskrevs av Pocock 1909.  Chondrodesmus ensiger ingår i släktet Chondrodesmus och familjen Chelodesmidae. Inga underarter finns listade i Catalogue of Life.